# ハンティ・マンシ自治管区・ユグラの行政区画
ハンティ・マンシ自治管区・ユグラの行政区画（ハンティ・マンシじちかんく・ユグラのぎょうせいくかく）では、ロシア連邦、ハンティ・マンシ自治管区・ユグラの行政区画について記述する。
ハンティ・マンシ自治管区・ユグラは2013年現在、9つの地区、16つの町、24の都市型集落からなる。。

## 行政区画
- 町 (自治管区の管轄下)

ハンティ・マンシ自治管区・ユグラの行政区画
1. ベロヤルスキー地区、2. ベリョゾヴォ地区、3. コンジンスコエ地区、4. ネフテユガンスク地区、5. ニジネヴァルトフスク地区、6. オクチャブリスコエ地区、7. ソヴェツキー地区、8. スルグト地区、9. ハンティ・マンシースク地区

  - ハンティ・マンシースク (Ханты-Мансийск) (行政中心地)
  - ベロヤルスキー (Белоярский)
  - コガリム (Когалым)
  - ランゲパス (Лангепас)
  - メギオン (Мегион)
    - 都市型集落 (メギオンの管轄下)
      - ヴィソーキー (Высокий)

  - ネフテユガンスク (Нефтеюганск)
  - ニジネヴァルトフスク (Нижневартовск)
  - ニャガン (Нягань)
  - ポカチ (Покачи)
  - ピチ＝ヤフ (Пыть-Ях)
  - ラードゥジヌイ (Радужный)
  - スルグト (Сургут)
  - ウライ (Урай)
  - ユゴルスク (Югорск)
- 地区(ラヨン)
  - ベロヤルスキー地区 (Белоярский)
  - ベリョゾヴォ地区 (Берёзовский)
    - 都市型集落 (地区の管轄下)
      - ベリョゾヴォ (Берёзово)
      - イグリム (Игрим)

  - ハンティ・マンシースク地区 (Ханты-Мансийский)
  - コンジンスコエ地区 (Кондинский)
    - 都市型集落 (地区の管轄下)
      - コンジンスコエ (Кондинское)
      - クミンスキー (Куминский)
      - ルゴヴォイ (Луговой)
      - メシュドゥレチェンスキー (Междуреченский)
      - モルトカ (Мортка)

  - ネフテユガンスク地区 (Нефтеюганский)
    - 都市型集落 (地区の管轄下)
      - ポイコフスキー (Пойковский)

  - ニジネヴァルトフスク地区 (Нижневартовский)
    - 都市型集落 (地区の管轄下)
      - イスルチンスク (Излучинск)
      - ノヴォアガンスク (Новоаганск)

  - オクチャブリスコエ地区 (Октябрьский)
    - 都市型集落 (地区の管轄下)
      - アンドラ (Андра)
      - オクチャブリスコエ (Октябрьское)
      - プリオビエ (Приобье)
      - タリンカ (Талинка)

  - ソヴェツキー地区 (Советский)
    - 町 (地区の管轄下)
      - ソヴェツキー (Советский)

    - 都市型集落 (地区の管轄下)
      - アギリシュ (Агириш)
      - コムニスチチェスキー (Коммунистический)
      - マリノフスキー (Малиновский)
      - ピオネルスキー (Пионерский)
      - タヨジュニ (Таёжный)
      - ゼレノボルスク (Зеленоборск)

  - スルグト地区 (Сургутский)
    - 町 (地区の管轄下)
      - リャントル (Лянтор)

    - 都市型集落 (地区の管轄下)
      - バルソヴォ (Барсово)
      - ベリ・ヤル (Белый Яр)
      - フョードロフスキー (Фёдоровский)